# Гардон (коммуна)
Гардо́н или Гардонн (фр. Gardonne) — коммуна во Франции, находится в регионе Аквитания. Департамент — Дордонь. Входит в состав кантона Пеи-де-ла-Форс. Округ коммуны — Бержерак.
Код INSEE коммуны — 24194.

## География

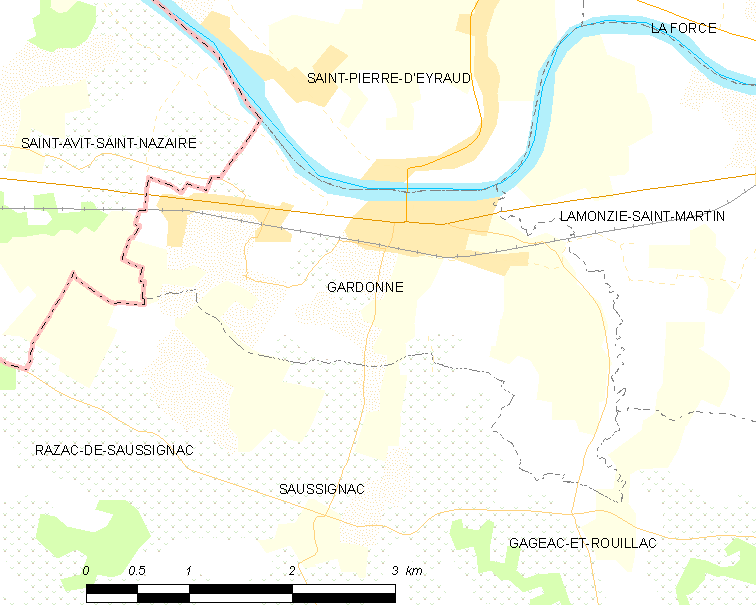
Карта коммуны

Коммуна расположена приблизительно в 480 км к югу от Парижа, в 75 км восточнее Бордо, в 50 км к юго-западу от Перигё.
На севере коммуны протекает река Дордонь.

### Климат
Климат умеренный океанический со средним уровнем осадков, которые выпадают преимущественно зимой. Лето здесь долгое и тёплое, однако также довольно влажное, здесь не бывает регулярных периодов летней засухи. Средняя температура января — 5 °C, июля — 18 °C. Изредка вследствие стечения неблагоприятных погодных условий может наблюдаться непродолжительная засуха или случаются поздние заморозки. Климат меняется очень часто, как в течение сезона, так и год от года.

## Население
Население коммуны на 2010 год составляло 1469 человек.
| 1962 | 1968 | 1975 | 1982 | 1990 | 1999 | 2010 |
| ---- | ---- | ---- | ---- | ---- | ---- | ---- |
| 773  | 988  | 1115 | 1130 | 1383 | 1404 | 1469 |

## Администрация
| Период | Период | Фамилия         | Партия                    | Примечания                          |
| ------ | ------ | --------------- | ------------------------- | ----------------------------------- |
| 1988   | 2008   | Ги Фавар        | Союз за народное движение | руководитель предприятия, пенсионер |
| 2008   | 2020   | Паскаль Дельтей | беспартийный              | владелец винного склада             |

## Экономика
В 2010 году среди 855 человек трудоспособного возраста (15-64 лет) 625 были экономически активными, 230 — неактивными (показатель активности — 73,1 %, в 1999 году было 70,9 %). Из 625 активных жителей работали 541 человек (292 мужчины и 249 женщин), безработных было 84 (34 мужчины и 50 женщин). Среди 230 неактивных 47 человек были учениками или студентами, 103 — пенсионерами, 80 были неактивными по другим причинам.

## Города-побратимы
- Гемар (Франция)

## Фотогалерея

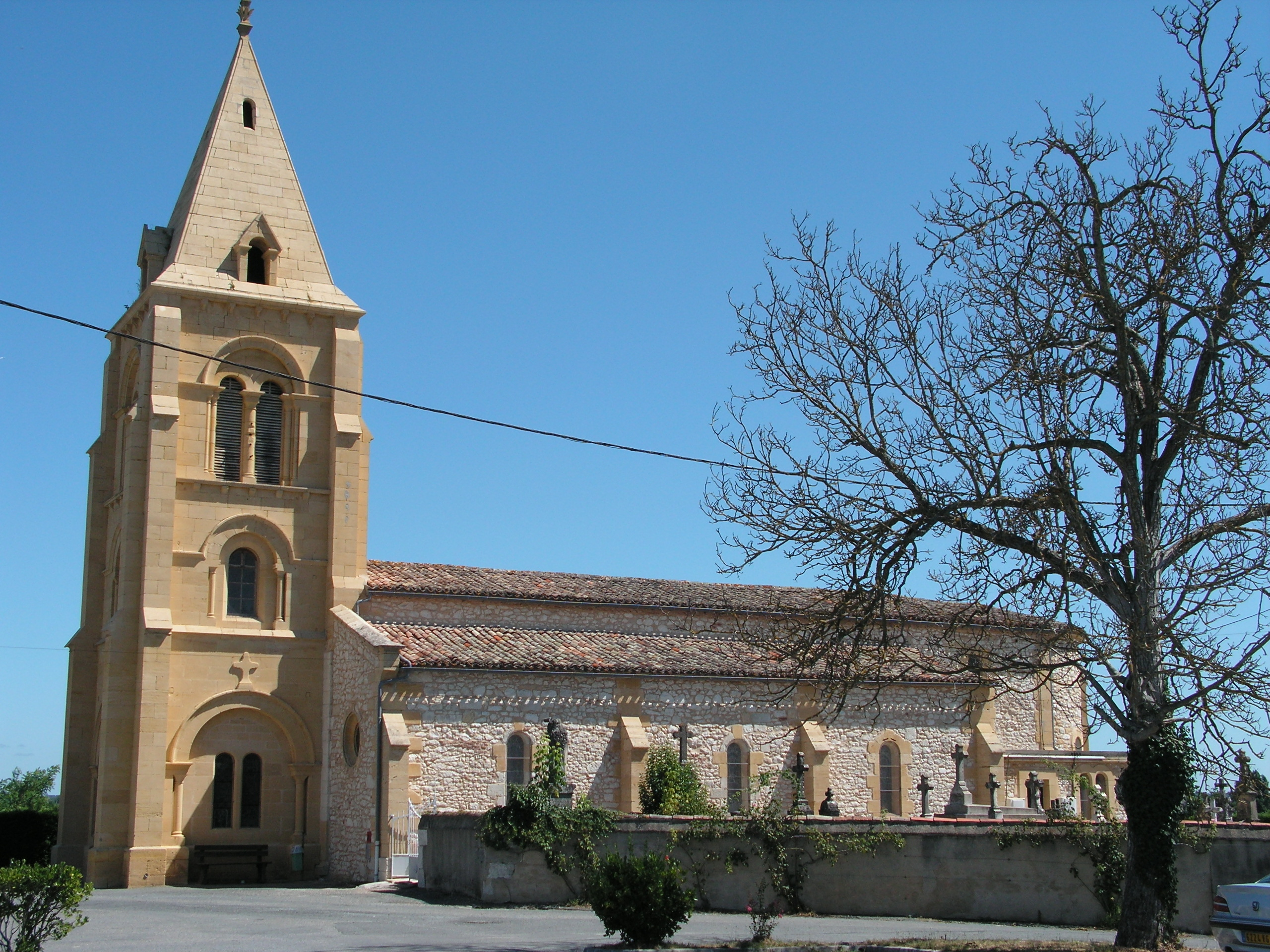
Церковь Св. Иоанна Крестителя
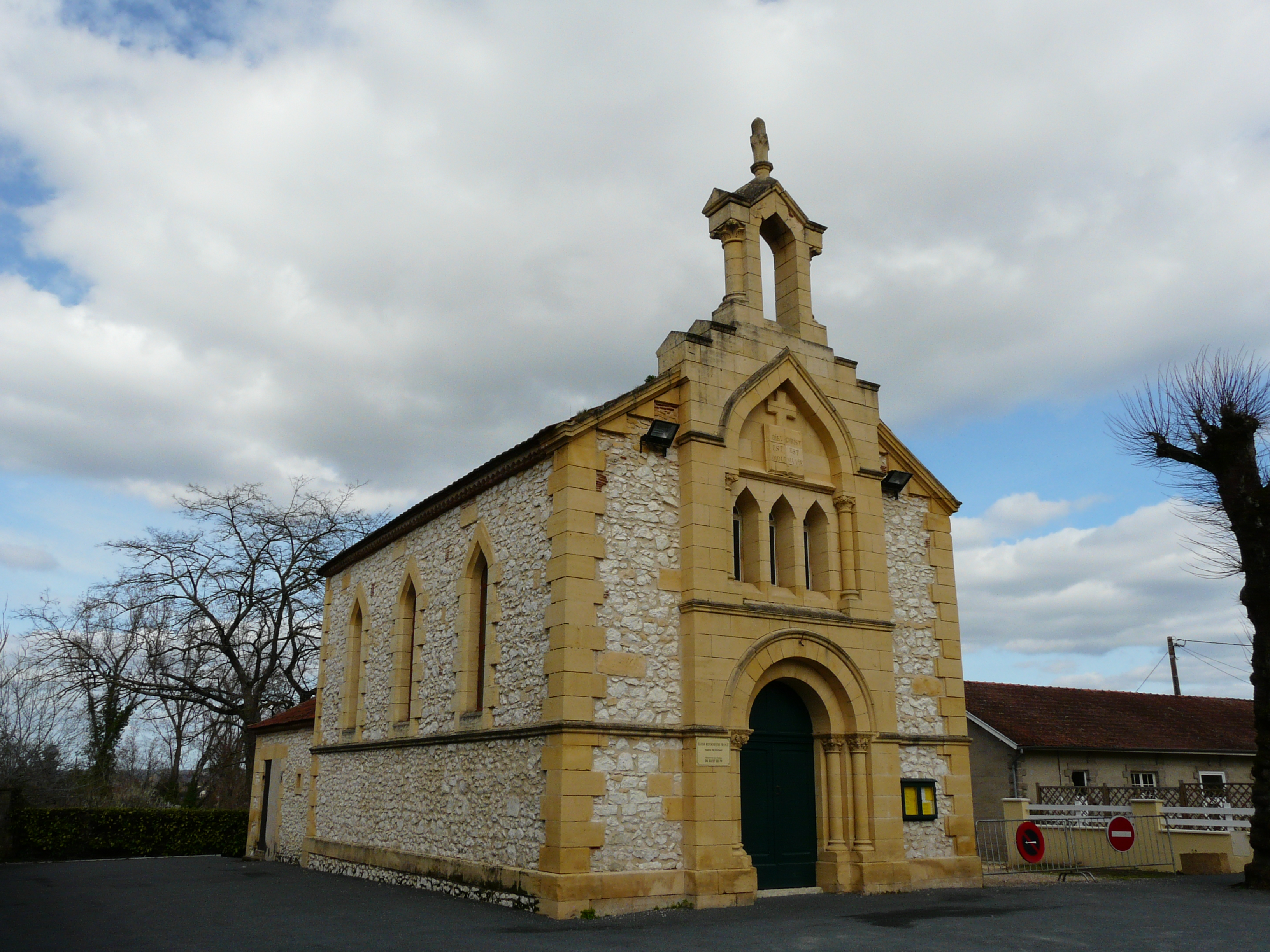
Протестантский храм
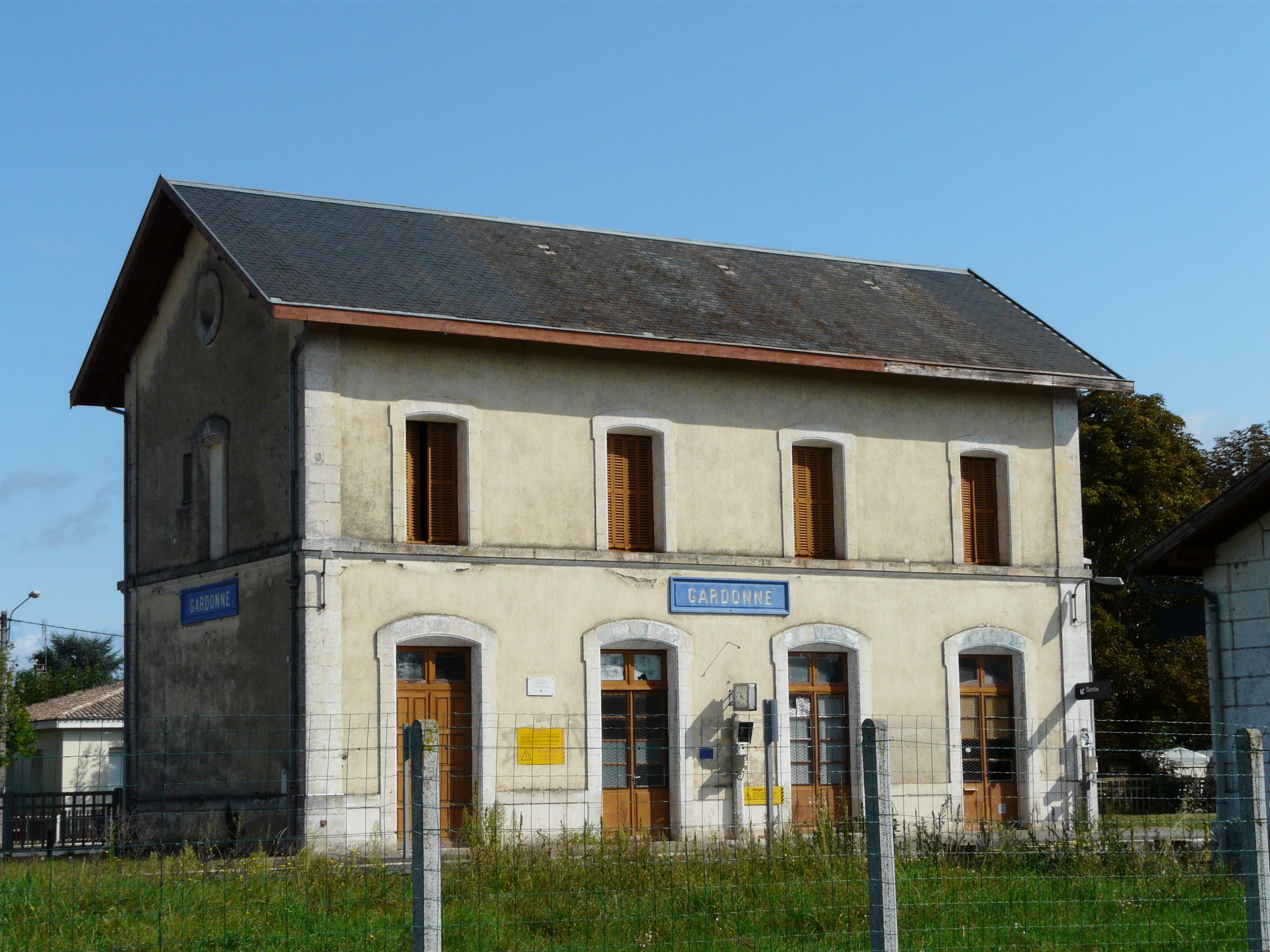
Вокзал
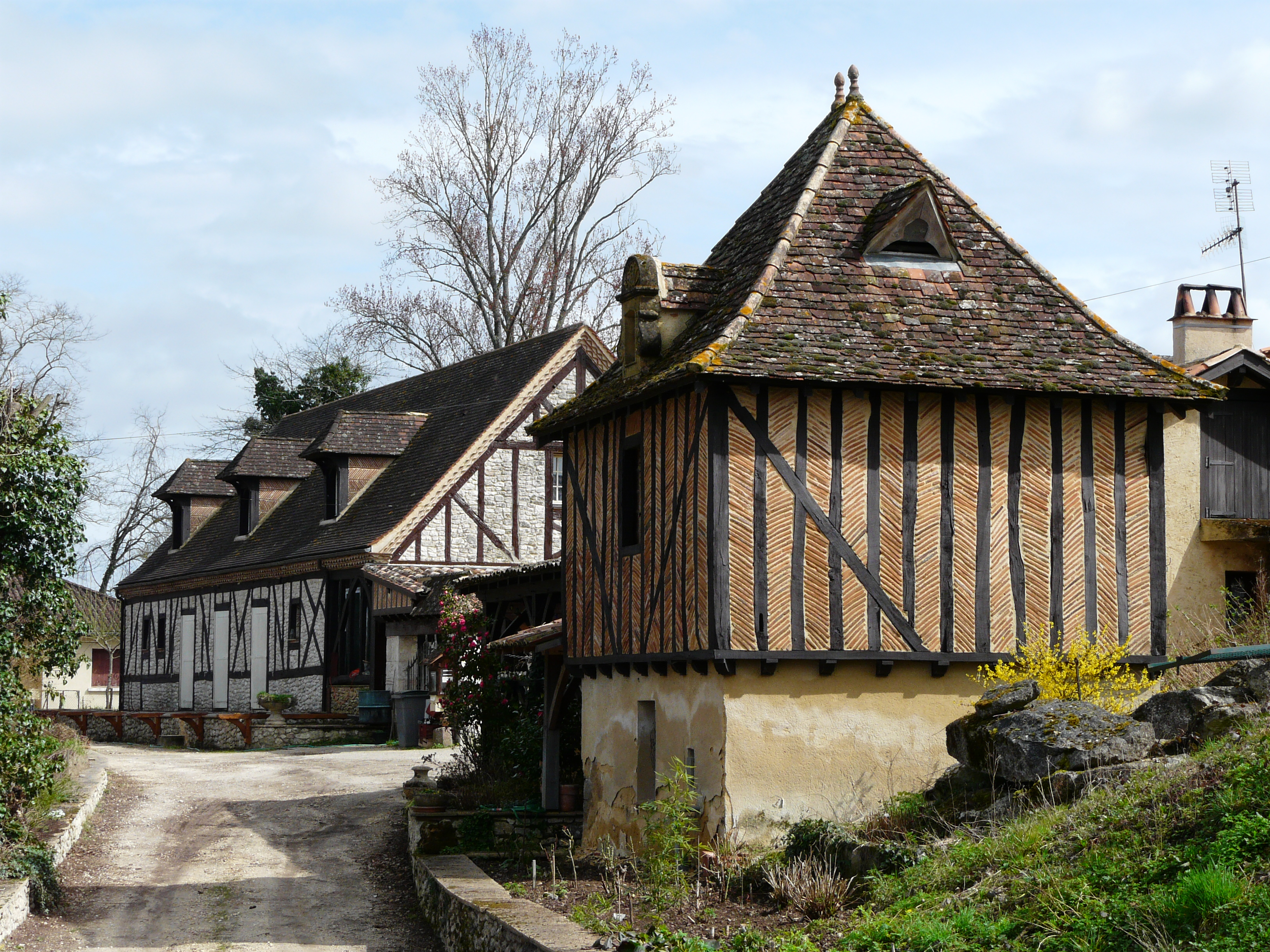
Фахверковые дома
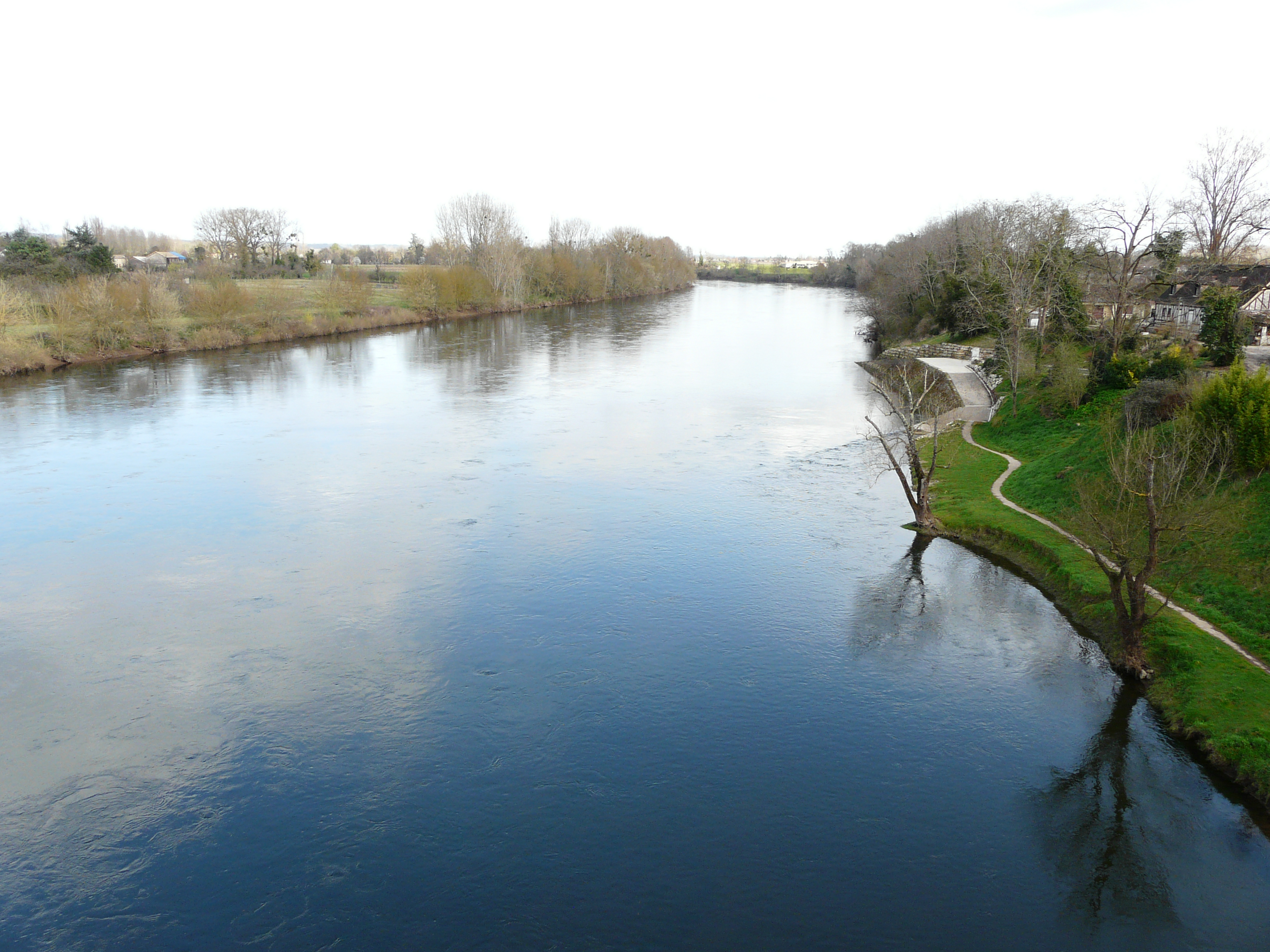
Река Дордонь